# Rubens Mendes de Moraes
Rubens Mendes de Moraes (Curitiba, 26 de setembro de 1924 - Curitiba, 10 de março de 2001) foi uma personalidade polivalente. Ele foi policial militar, produtor de filmes, poeta, pintor, trabalhou no serviço de inteligência, conheceu pessoalmente diversos presidentes, e até dançou com a Evita Perón. Entretanto é mais conhecido pelas diversas composições musicais que realizou; com destaque: a Canção 10 de Agosto, canção oficial da Polícia Militar do Paraná.

## Biografia
Rubens Mendes de Moraes nasceu em 26 de Setembro de 1924, na cidade de Curitiba, filho de Francisco Mendes e Santina Dallicani. Casou-se com Esther Malucelli (30 de Novembro de 1922 - 11 de Setembro de 2003), em Morretes. Tinha como passatempos, com a família e amigos, o radioamadorismo (desde 1956), Prefixo PY5IM; a pescaria amadora, gostava de pescar no Rio Nhundiaquara, em Morretes; e também o ilusionismo. Faleceu em 10 de Março de 2001, em Curitiba, com a idade de setenta e sete anos.

### Formação acadêmica
- Curso de Direito - turma de 1954 da UFPR.[3]
- Curso de Ciências Econômicas.[4]
- Curso de  Ciências Atuariais - Faculdade de Estudos Sociais do Paraná.
- Curso de Comunicação Oral e Escrita - Sociedade Paranaense de Estudos de Administração, 1971.

## Carreiramilitar
Rubens Mendes de Moraes incorporou à Polícia Militar do Paraná em 02 de março de 1942, como simples soldado. Permaneceu no serviço ativo até 28 de setembro de 1973 (trinta e um anos de atividade); passando para a reserva (aposentadoria) no posto de coronel, na época o mais jovem oficial a ter atingido tal posição no Brasil.

### Promoções hierárquicas
- Soldado - 02 de março de 1942
- Cabo - 02 de setembro de 1942
- 3°Sargento - 09 de junho de 1943
- 2° Sargento - 21 de março de 1946
- Aspirante a oficial - 20 de janeiro de 1947
- 2° Tenente[7] - 26 de outubro de 1948
- 1° Tenente[8] - 12 de janeiro de 1951
- Capitão[9] - 27 de janeiro de 1955
- Major[10] - 23 de agosto de 1955
- Tenente-coronel[11] - 20 de agosto 1958
- Coronel[12] - 17 de janeiro de 1962

### Condecorações
- Medalha de Humanidade[4][13]
- Medalha Coronel Sarmento[4][14]
- Medalha de Mérito[15][4]
- Medalha de Prata[16]
- Medalha de Ouro[17]
- Medalha Sousa Aguiar
- Medalha Marechal Hermes
- Medalha Marechal Thaumaturgo de Azevedo
- Medalha Comemorativa da Primeira Jornada do Serviço de Saúde da Aeronáutica

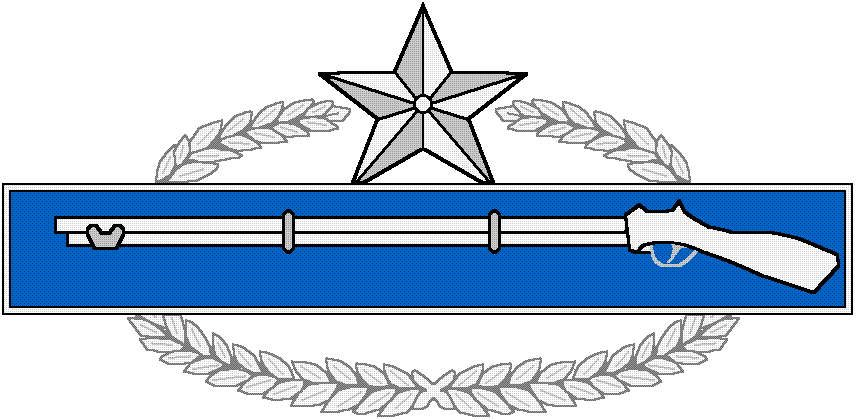
Distintivo de especialisação do extinto Curso de Controle de Tumultos.

- Medalha da Ordem de Damião

- Medalha Imperatriz Leopoldina

### Cursos de especialização
- Curso de Instrutor de Esgrima
- Curso de Controle de Tumultos
- Curso de Educação Física
- Curso de Transmissões (atualmente designado como Curso de Comunicações)

## Artista
Rubens Mendes de Moraes teve fortes vínculos com o setor cultural; tendo ativa participação no cinema, poesia, pintura, música, etc.

### Cinema
Rubens Mendes Moraes era uma pessoa apaixonada pelo cinema desde sua infância. Entre os anos de 1966 e 1969 ele ajudou a produzir no Paraná ao menos três filmes: O Diabo de Vila Velha, Maré Alta e E Ninguém Ficou em Pé. Filmes primitivos em seu resultado final, mas realizados com honestidade, idealismo e entusiasmo. Estas obras, hoje praticamente perdidas (cópias incompletas tem sido, eventualmente exibidas em sessões especiais) mostram uma fase de nosso cinema.
- O Diabo de Vila Velha

Esse filme foi produzido por Nelson Teixeira Mendes, que teve entre seus diretores o catarinense Ody Fraga (1927-1987), José Mojica Marins e até Alfredo Palácios. Em 1964 esse filme teve seqüências de ação dirigidas por Rubens Mendes de Moraes, no qual também participou como ator.
- Maré Alta

Rubens Mendes de Moraes associou-se ao veterano ator da Atlântida, Eugênio Contim, que havia feito uma ponta em Ganga Bruta de Humberto Mauro, e durante quatro meses acompanhou na Ilha do Mel e Paranaguá as filmagens de Maré Alta, que também acabou como um produto híbrido, ao qual juntaram-se Contim, o ator Egydio Eccio (1927-1979), Pena Filho e, especialmente José Vedovato (1921-1982). Essa produção quase consumiu todo o seu patrimônio, tais as dificuldades enfrentadas, e apenas lhe rendeu o suficiente para cobrir as despesas.
- E Ninguém Ficou em Pé

Rubens Mendes de Moraes associou-se a José Vedovato, que havia se radicado em Curitiba, e auxiliou na produção do faroeste: E Ninguém Ficou em Pé, que teve locações em Campo do Tenente, Paraná.

### Compositor
Rubens Mendes de Moraes foi autor das letras de uma série de hinos e canções oficiais de unidades da Polícia Militar do Estado do Paraná; bem como de outras instituições.
Algumas das obras compostas:
- Hino oficial do Município de Videira, Santa Catarina.[20]
- Canção 10 de Agosto, canção oficial da Polícia Militar do Paraná.[21][22][23]
- Noção do Dever, canção oficial da Polícia Militar Feminina do Paraná.
- Guatupê, canção oficial da Academia Policial Militar do Guatupê da Polícia Militar do Paraná.[24]
- Canção da Polícia Rodoviária, canção oficial do Batalhão de Polícia Rodoviária da Polícia Militar do Paraná.[25]
- Hino do Município de Palmas, substituído em 09 de agosto de 1991.
- O Saber e o Amor, canção do Colégio da Polícia Militar do Paraná.
- Águias em Luta, canção da Batalhão de Controle de Distúrbios (COE e RPMon) da Polícia Militar do Paraná.
- Ñamano Meve (Tupi-guarani: até a morte), canção da Companhia de Polícia de Choque da Polícia Militar do Paraná.
- Guarda Leal, canção da Guarda Municipal do Município de Curitiba.

### Pintor
Na aposentadoria Rubens Mendes de Moraes passou a dedicar-se à pintura, utilizando-se unicamente da espátula. Produziu diversas telas, muitas representando paisagens de Morretes, terra natal de sua esposa, Esther Malucelli, todas presenteadas a amigos.

## Cargos assumidos
Rubens Mendes de Moraes ocupou importantes cargos, tais como:
- Diretor da Polícia Civil do Paraná, nos governos de Haroldo Leon Peres e Pedro Parigot de Souza, em 1971 e 1972.
- Chefe do Estado-Maior da Polícia Militar do Paraná - 1961, 1962 e 1966.
- Comandante-geral da PMPR, interino, em diversas ocasiões.
- Assistente Militar da Secretaria de Segurança Pública do Estado do Paraná.
- Chefe de Gabinete no Governo de Paulo Pimentel.
- Secretário de Segurança Pública, interino, no Governo de Paulo Pimentel.
- Diretor Geral da Secretaria da Justiça do Estado do Paraná, a convite de Túlio Vargas - 1978.[18]
- Conselho Deliberativo do Coritiba Futebol Clube - 3° Vice, 1976.[27]

## Círculo de Estudos Bandeirantes
O Círculo de Estudos Bandeirantes (CEB) surgiu 1929, por inicativa de um grupo de intelectuais, a maioria de Curitiba, que reuniuram-se para o cultivo da cultura e da intelectualidade paranaense. O CEB contribuiu para fundar as duas mais importantes universidades de Curitiba: a Universidade Federal do Paraná (UFPR), cedendo a Faculdade de Filosofia, fundada com inspiração no Círculo; e, depois, cedendo a Faculdade Católica de Filosofia, Ciências e Letras, que foi a origem da Pontifícia Universidade Católica do Paraná (PUCPR), erigida em 1959. Em 1986 o CEB passou a ser um órgão cultural da PUCPR, que desde então tem somado esforços em prol da cultura, do resgate da memória histórica do Paraná e do Brasil.
Rubens Mendes de Moraes foi o associado número 564, admitido em 16 de novembro de 1988.

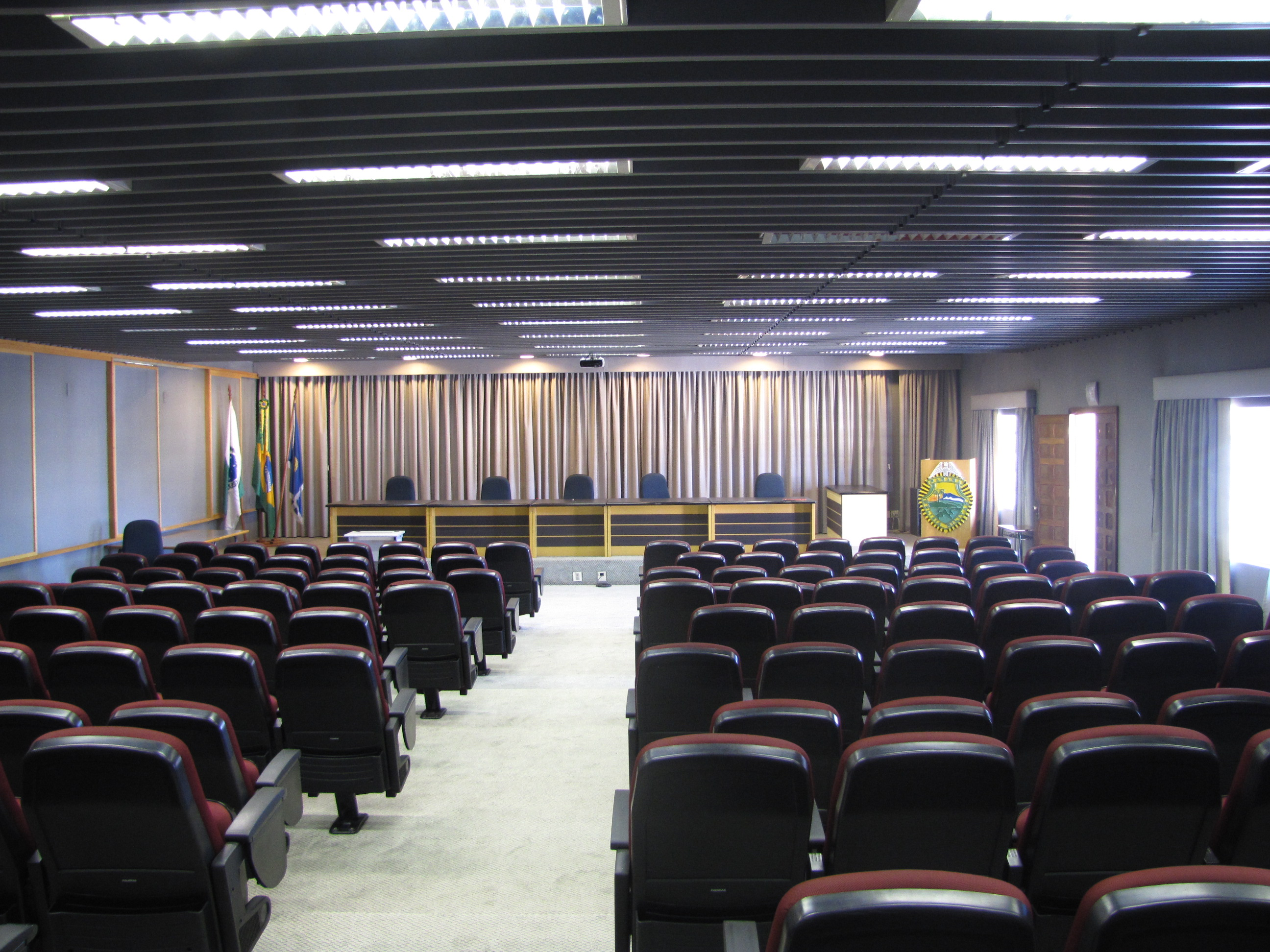
Auditório Coronel Rubens Mendes de Moraes, auditório do Quartel do Comando Geral (QCG) da Polícia Militar do Paraná.

## Auditório do Quartel do Comando Geral
O auditório do Quartel do Comando Geral (QCG) da Polícia Militar do Paraná tem por designação, e homenagem, a denominação como: Auditório Coronel Rubens Mendes de Moraes.

## Vulto Emérito de Curitiba
Através da Lei Municipal nº 8.845, de 21 de maio de 1996, Rubens Mendes de Moraes foi homenageado pela Câmara Municipal de Curitiba como Vulto Emérito da cidade. Homenagem concedida pelo Vice-prefeito, em exercício do cargo de Prefeito, José Carlos Gomes Carvalho.